# Senyoriu de Meirás

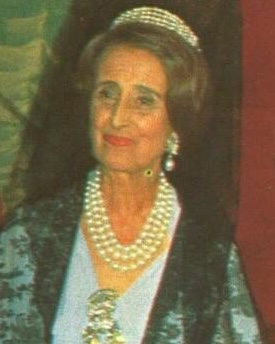
Carmen Polo, primera senyora de Meirás

El Senyoriu de Meirás és un títol nobiliari espanyol creat, amb caràcter personal, el 26 de novembre de 1975 amb Grandesa d'Espanya para María del Carmen Polo Martínez-Valdés pel rei Joan Carles I d'Espanya.
El nom prové pel pazo que la família Franco té a Galícia i que gaudeixen com a residència privada.
El seu únic titular anava a ser María del Carmen Polo y Martínez Valdés, vídua del dictador General Franco. Quan aquesta va morir al febrer de 1988, el títol va desaparèixer. No obstant això, mesos més tard el títol va ser reclamat per Francisco Franco y Martínez-Bordiú, net de l'anterior titular, i al no reclamar-ho ningú de la família que tingués més dret al títol que ell, un mes més tard el rei va signar un decret pel qual el net gran de Franco fos nou titular del senyoriu de Meirás.

## Senyors de Meirás
|                           | Titular                               | Periodo                   |
| Creació per Joan Carles I | Creació per Joan Carles I             | Creació per Joan Carles I |
| ------------------------- | ------------------------------------- | ------------------------- |
| I                         | María del Carmen Polo Martínez-Valdés | 1975-1988                 |
| II                        | Francisco Franco y Martínez-Bordiú    | 1989-actual titular       |

## Arbre genealògic

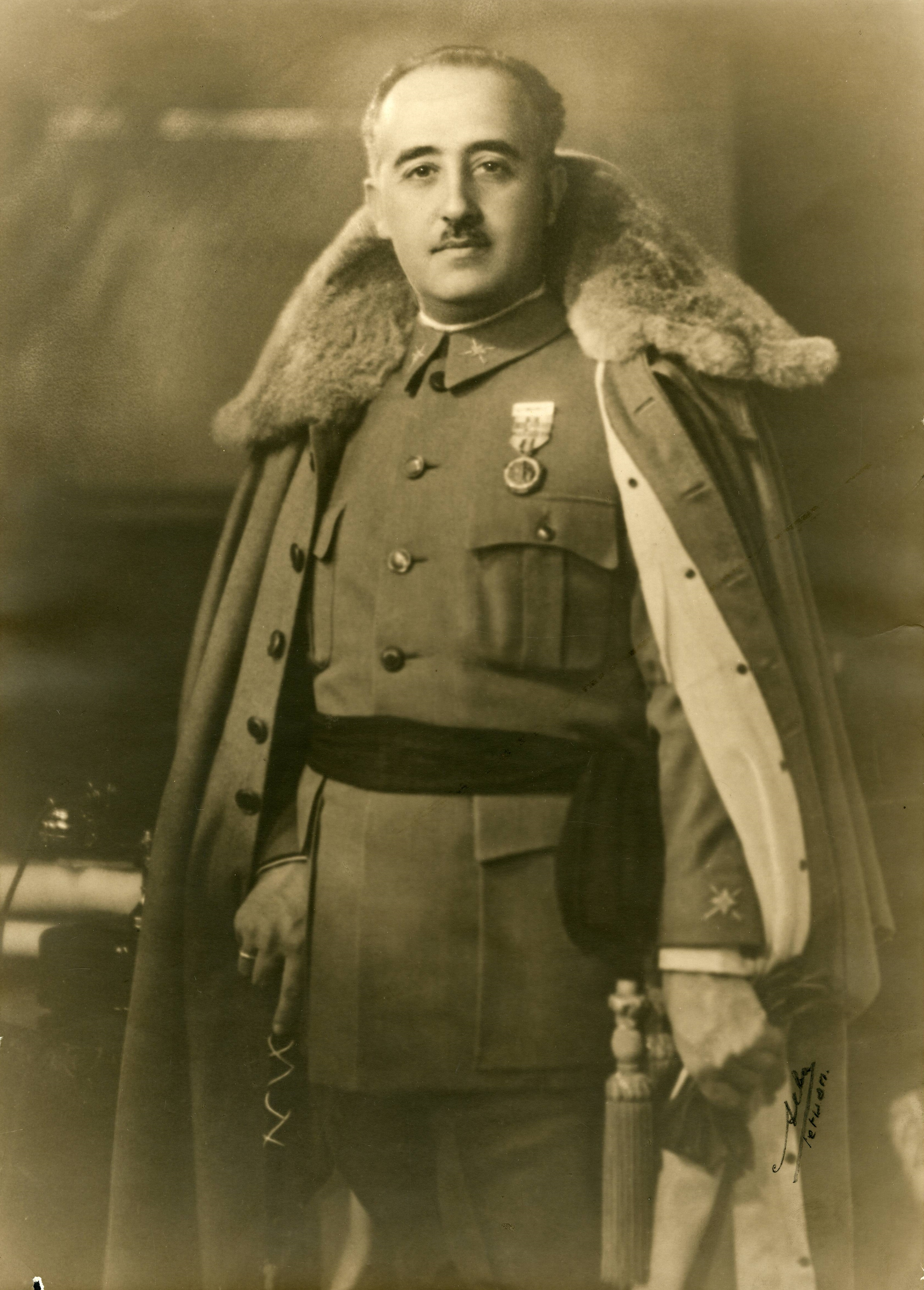
Francisco Franco, Dictador español entre los años 1936-1975.

| Carmen Polo de Franco, I Senyora de Meirás (1900-1988)                                    |  |  |  |  |  |  |  |
|                                                                                           |  |  |  |  |  |  |  |
| Carmen Franco y Polo, I duquessa de Franco, Marquesa consort de Villaverde (1926-2017)    |  |  |  |  |  |  |  |
|                                                                                           |  |  |  |  |  |  |  |
| Francisco Franco y Martínez-Bordiú, II Senyor de Meirás, XI Marquès de Villaverde, (1954) |  |  |  |  |  |  |  |
|                                                                                           |  |  |  |  |  |  |  |
| Francisco Franco y Suelves, (1982)                                                        |  |  |  |  |  |  |  |